# Rose's

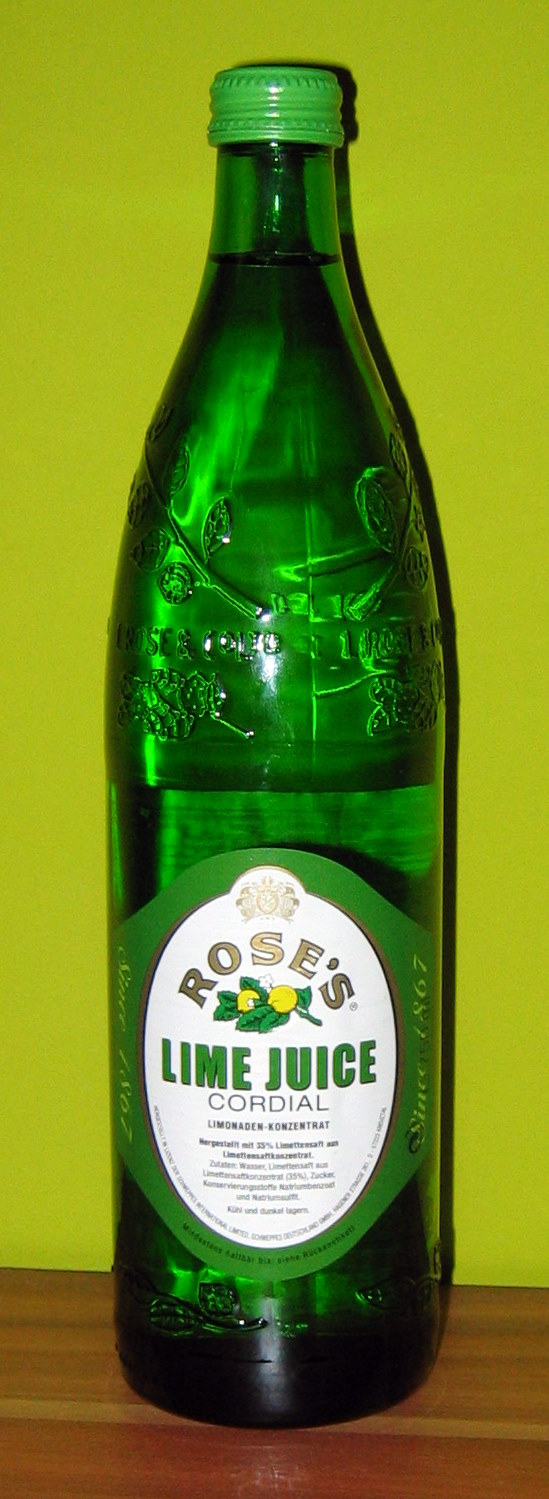
En flaska Rose's Lime Juice.

Rose's är ett varumärke med visst renommé inom drink/barbranschen. Företaget tillverkar sötade fruktsafter, på engelska ibland kallade cordials (en).
Själva titulerar de sig "uppfinnaren av originalet för limejuicepreparat" och deras produkter används till exempel i drinken Gimlet.
Rose's tillverkar följande sötade fruktsafter eller "cordials":
- Lime (eng. Lime)
- Citron (eng. Lemon)
- Grenadine (eng. Grenadine)
- Aprikos (eng. Apricot)
- Svart vinbär (eng. Cassis)
- Blå Curacao (eng. Blue Curacao)
- Citrus (eng/fra. Triple Sec)
- Blåbär (eng. Blueberry)
- Mojito (eng. Mojito)
- Jordgubb (eng. Strawberry)